# Quadro de areia

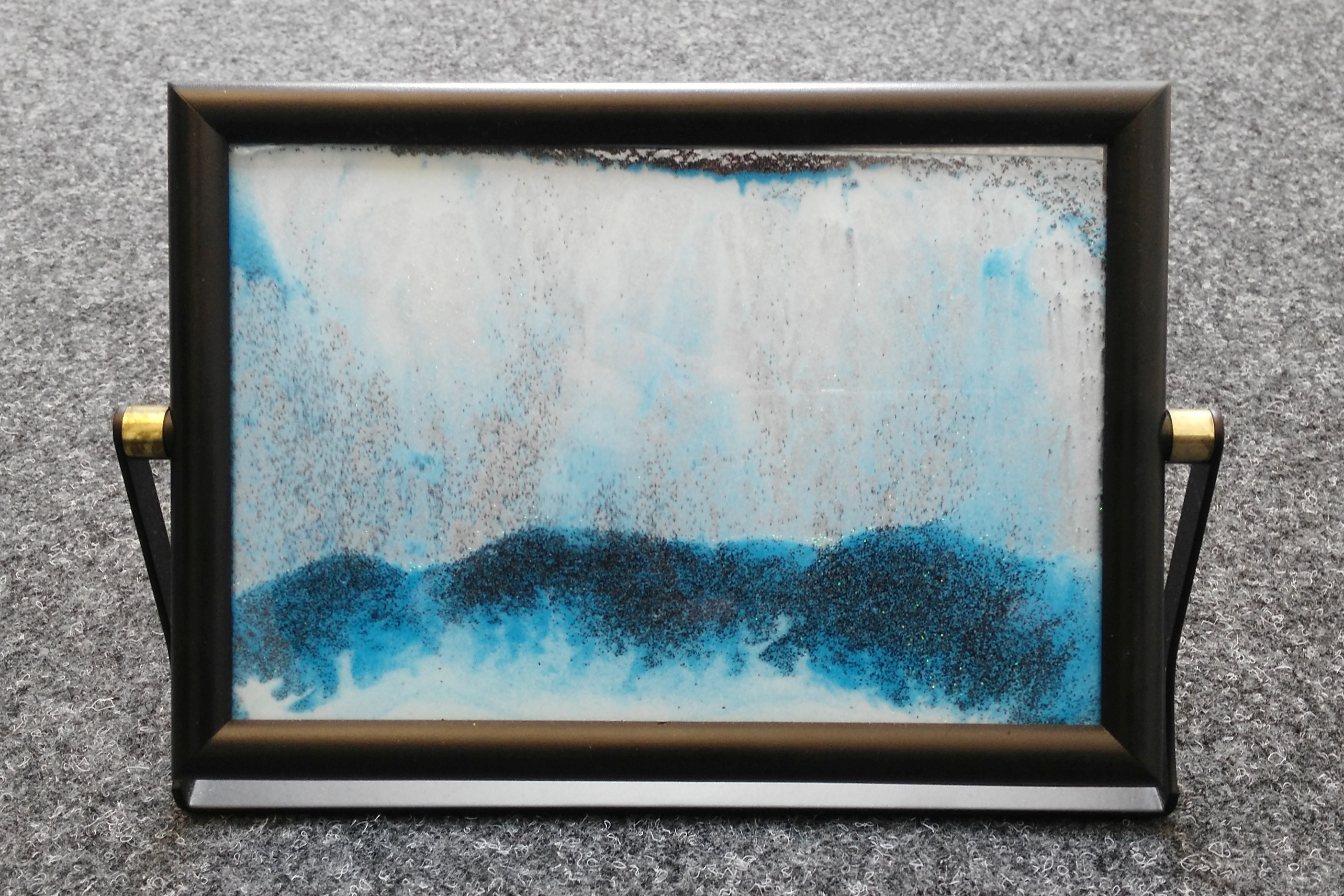
Quadro de areia na cor azul.

Quadros de areia (em inglês, sand frame ou moving sand frame) são obras em artesanato compostas por dois vidros que comportam uma quantidade de areia, geralmente de duas cores (como preta e branca), imersa em água. Quando o quadro é virado, a areia se move, formando novas dunas e padrões, criando imagens dinâmicas que se alteram a cada movimento.  Esses quadros são populares em feiras de artesanato e estão disponíveis em diversos tamanhos e cores.
Essa técnica está relacionada à arte em areia em movimento (em inglês, Moving Sand Art), que é uma forma de arte visual em que a areia, o ar e a água se combinam para gerar imagens mutáveis ao longo do tempo. A areia, que pode ser natural, triturada ou sintética, se movimenta devido à ação da gravidade e da água, enquanto bolhas de ar presentes na mistura ajudam a criar espaços pelos quais a areia pode cair. Esse processo resulta em imagens fluidas e em constante transformação.
A arte em areia, tanto na forma de quadros quanto em outras manifestações, é caracterizada pela interação contínua entre os elementos, criando uma experiência visual única. A técnica também pode ser exibida em painéis de vidro, onde as formas se modificam com cada movimento, proporcionando uma abordagem dinâmica à arte visual.

### Klaus Bösch
O artista austríaco Klaus Bösch, conhecido como KB The Sandman, é um dos principais nomes na criação de quadros de areia. Nascido em 1963, em Lustenau, Áustria, começou a desenvolver sua técnica em 1986, após ter contato com um quadro de areia alemão. A partir desse momento, passou a se dedicar exclusivamente a essa forma de arte, explorando suas possibilidades visuais e técnicas.
Em 1988, Bösch fundou o Atelier Blau Grün, onde aprimorou métodos de coloração e manipulação da areia. Sua técnica utiliza uma combinação de areias naturais e tingidas, seladas entre placas de vidro com um líquido estabilizador. O movimento das partículas dentro da estrutura cria composições dinâmicas e únicas a cada giro do quadro.
Bösch colaborou com artistas como o mangaká japonês Leiji Matsumoto e o ilustrador Kagaya Yutaka, resultando em edições limitadas de quadros de areia inspiradas em suas obras. Suas criações foram exibidas em diversas galerias e eventos internacionais, incluindo exposições em Nova York, Pequim, Xangai e Taipei.
Seu trabalho é reconhecido por aprimorar a estética e a técnica dos quadros de areia, transformando-os de simples objetos decorativos em peças artísticas.

## Imagens

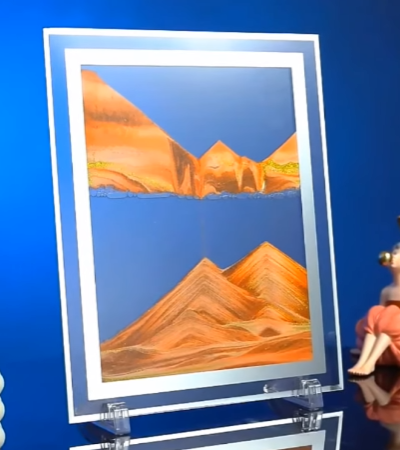
Quadro de areia em movimento tradicional.
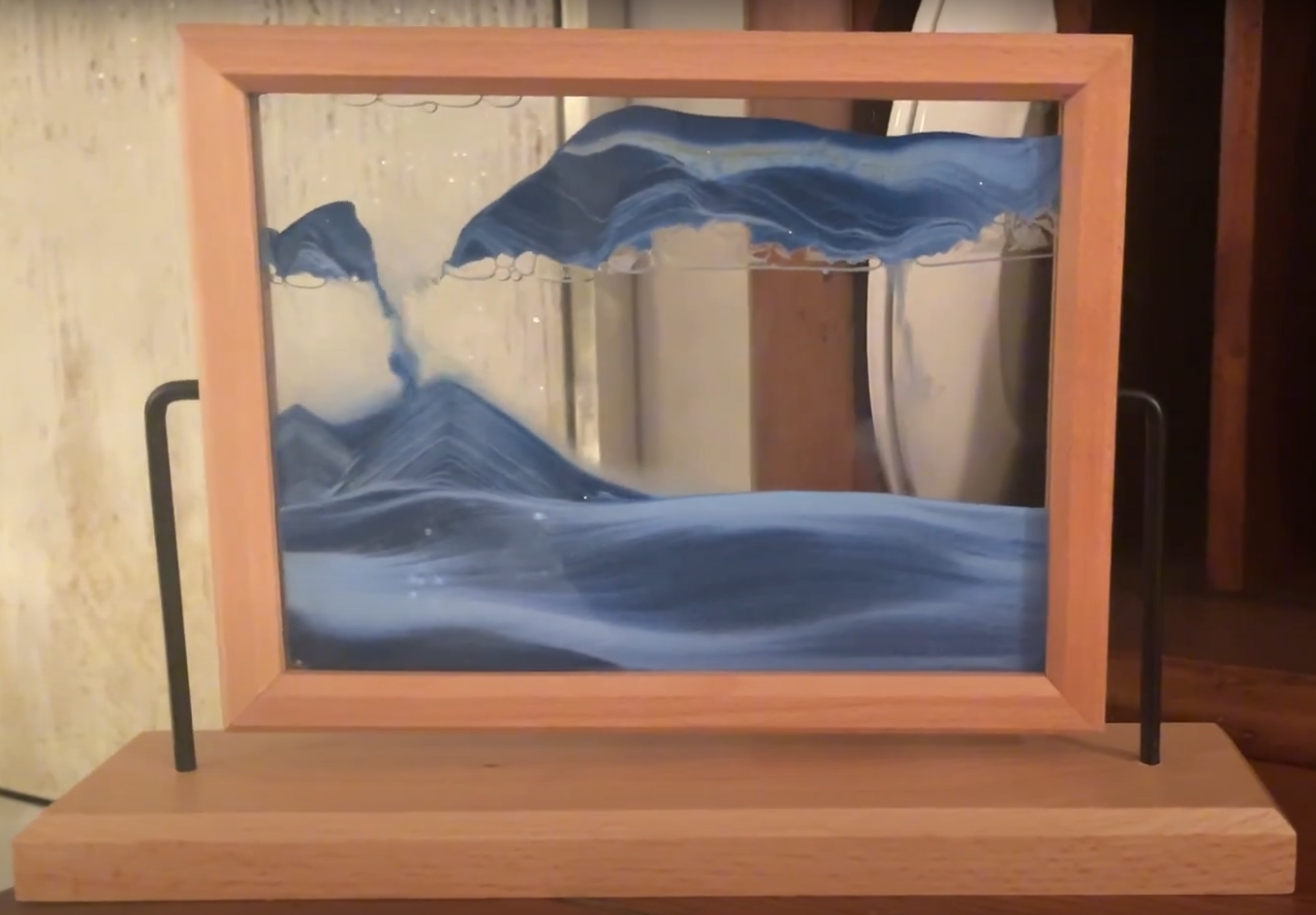
Quadro de areia em movimento estilo ampulheta.
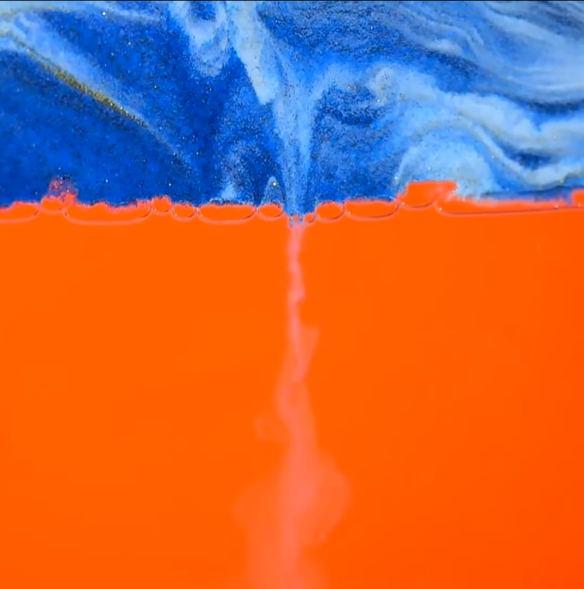
Detalhe de arte em quadro de areia em movimento.